# 坂本恒夫
坂本 恒夫（さかもと つねお、1947年 - ）は、日本の経営学者。専門は財務管理論・経営管理論。学位は、経営学博士（1979年）（学位論文「日本における株式会社財務の研究」）。明治大学名誉教授。元日本経営財務研究学会会長。公益財団法人大原記念労働科学研究所所長。

## 略歴
京都府生まれ。1971年中央大学商学部卒、1979年明治大学大学院博士課程修了、1979年「日本における株式会社財務の研究」で経営学博士の学位を取得。第一経済大学講師、創価大学助教授、1991年明治大学経営学部教授。1997年日本経営協会学術賞受賞。2004-2007年日本経営財務研究学会会長。明治大学副学長、2016-2017年度明治大学大学院長。2018年定年退職。日本経営分析学会理事。桜美林大学特別招聘教授。

## 著書

### 単著
- 『企業集団財務論』泉文堂、1990年
- 『企業集団経営論』同文館出版、1993年
- 『イギリス4大銀行の経営行動1985-2010 株主価値経営の形成・展開・崩壊』中央経済社、2012年

### 共著
- 『シリーズ企業集団研究』全3巻、佐久間信夫共編、企業集団研究会著、文真堂、1996-2000年
- 『現代コーポレートファイナンス論』編、現代財務管理論研究会著、税務経理協会、2002年
- 『実証分析英国の企業・経営』編、レディング・ワークショップ, 英国企業・経営研究会著、中央経済社、2002年
- 『テキスト財務管理論』編、現代財務管理論研究会著、中央経済社、2002年
  - 『テキスト財務管理論 第5版』鳥居陽介共編、現代財務管理論研究会著、中央経済社、2015年
- 『テキスト現代企業論』大坂良宏共編著、同文舘出版、2004年
- 『テキスト現代企業論 第4版』大坂良宏、鳥居陽介共編著、同文舘出版、2015年
- 『図解M&Aのすべて』文堂弘之共編著、税務経理協会、2006年
- 『成長戦略のための新ビジネス・ファイナンス』文堂弘之共編著、中央経済社、2007年
- 『キャリア形成ガイドブック キャリアデザイン・インターンシップ・スキルアップ』編、中央経済社、2008年
- 『ベンチャービジネスハンドブック』鯨井基司共編著、中小企業・ベンチャービジネスコンソーシアム著、税務経理協会、2008年
- 『M&A戦略のケース・スタディ ディール・プロセス別』文堂弘之共編著、中央経済社、2008年
- 『図解NPO経営の仕組みと実践』丹野安子共編著、税務経理協会、2009年
- 『現代の財務経営』全9巻、若杉敬明、榊原茂樹、小松章共編、中央経済社、2009年
- 『M&Aと制度再編』文堂弘之共編著、同文舘出版、2010年
- 『スモールビジネスハンドブック 不況を勝ち抜く事例企業に学ぶこれからの企業価値経営』鯨井基司、林幸治共編、中小企業・ベンチャービジネスコンソーシアム著 ビーケイシー、2010年
- 『ミッションから見たNPO』丹野安子共編著、文眞堂、2012年
- 『テキスト経営分析』鳥居陽介共編、現代財務管理論研究会著、税務経理協会、2014年
- 『中小企業のアジア展開』境睦、林幸治、鳥居陽介共編著、中央経済社、2016年
- 『NPO,そしてソーシャルビジネス 進化する企業の社会貢献』丹野安子、菅井徹郎共編著、文眞堂、2017年
- 『経営力と経営分析』鳥居陽介共編、現代財務管理論研究会著、税務経理協会、2017年

### 翻訳
- ジェフリー・ジョーンズ『イギリス多国籍銀行史 1830～2000年』正田繁共監訳、日本経済評論社、2007年
- ジェフリー・ジョーンズ『イギリス多国籍商社史 19・20世紀』正田繁共監訳、日本経済評論社、2009年